# Патолічев Микола Семенович
Микола Семенович Патолічев (10 [23] вересня 1908, с. Золіно, Гороховецький повіт, Владимирська губернія, Російська імперія — 1 грудня 1989, Москва, РРФСР, СРСР) — російський  радянський державний і партійний діяч. Двічі Герой Соціалістичної Праці (1975, 1978). Член КПРС з 1928 року.
Член ЦК ВКП(б) (1941—1986, кандидат у 1939—1941 роках), кандидат у члени Президії ЦК КПРС (1952–1953). Депутат Верховної Ради СРСР 1—11-го скликань (1937—1986). Надзвичайний і повноважний посол Радянського Союзу. Кавалер одинадцяти орденів Леніна (абсолютний рекорд разом з Д.Ф.Устиновим, при цьому Патолічев раніше - 1982 р., а Устинов 1983 р.) .

## Біографія
Народився 10 (23) вересня 1908 року в селі Золіно Владимирської губернії, нині Володарського району Нижньогородської області. Син більшовицького героя громадянської війни комбрига Семена Патолічева. У 12 років став сиротою. Ріс у родині дядька.
У 1921–1925 роках працював сезонним працівником. У 1925—1926 — робітник заводу ім. Свердлова в робітничому селищі Растяпіно, у 1926—1928 роках там же навчався у школі ФЗУ заводу.
В 1928—1932 роках на комсомольській роботі: секретар заводського комітету, секретар Дзержинського райкому ВЛКСМ Горьківської області. 1937 року закінчив Військову академію хімічного захисту у Москві, після чого став помічником начальника хімічної служби 1-ї Московської пролетарської стрілецької дивізії.
З 1938 року на партійній роботі — відповідальний організатор відділу ЦК ВКП(б). У серпні 1938 року призначений парторгом ЦК на Ярославський ґумокомбінат, одночасно очолив Ґумокомбінатський райком партії. Маючи завдання суттєво підвищити продуктивність праці на комбінаті, що упродовж семи років не виконував плани, він через заводську газету звернувся до робітників, закликавши їх повідомляти про всі факти, які заважають нормальному виробництву. Заклик знайшов відгук, виник масовий потік донесень, істотна частина яких була мотивована та призводила до організаційних висновків. Це внесло підозрілість і страх в колектив, але у той самий час створило атмосферу нетерпимості до бракоробів. За кілька місяців Патолічев зумів домогтись збільшення випуску автопокришок у 2,2 рази, комбінат вийшов на проектну потужність.
1940 року після виступу на позачерговому пленумі ЦК, скликаному у зв'язку з невдалими воєнними діями СРСР під час радянсько-фінської війни, генерал Андрій Хрульов представив Миколу Семеновича Патолічева Сталіну, який добре знав його батька. Ця зустріч між Сталіним та Миколою Семеновичем відіграла важливу роль у його кар'єрі, і Патолічев увійшов до кола спілкування зі Сталіним. Хоча Патолічев ухилився на цій зустрічі від пропозиції Сталіна очолити Комсомол, контакт зі Сталіним захистив його у протистоянні з Георгієм Маленковим у подальших роках. Ця ж зустріч сприяла стрімкій кар'єрі молодого Андропова, який за рекомендацією Патолічева став 1-м секретарем комсомольської організації Карело-Фінської РСР.
У січні 1939 — грудні 1941 року — перший секретар Ярославського обкому й міськкому партії. Під його керівництвом до початку Німецько-радянської війни на Рибінському машинобудівному заводі було налагоджено серійний випуск важливого мотора М-105 для військової авіації. З початком війни під керівництвом Патолічева господарство області перебудовувалось на військовий лад, велось будівництво оборонних споруд, евакуація найважливіших підприємств, підготовка населення до протиповітряного й протихімічного захисту тощо.
З січня 1942 до березня 1946 року займав пост першого секретаря Челябінського обкому й міськкому партії.
У березні — травні 1946 року завідував відділом ЦК ВКП(б). У 1946–1947 роках — секретар ЦК ВКП(б) (був затверджений 4 травня 1946 року на місце Георгія Маленкова), член Оргбюро ЦК ВКП(б), начальник Управління з перевірки партійних органів ЦК ВКП(б) та одночасно заступник голови Ради у справах колгоспів при Раді Міністрів СРСР.
3 березня — 21 липня 1947 року — секретар ЦК КП(б) України, член Політбюро то Оргбюро ЦК КП(б)У.
У серпні 1947 — липні 1950 року займав пост 1-го секретаря Ростовського обкому й міськкому ВКП(б).
З 3 червня 1950 до 28 липня 1956 року — 1-й секретар Центрального комітету Компартії Білорусі.
У 1956–1958 роках заступник, 1-й заступник міністра закордонних справ СРСР. У 1958–1985 роках міністр зовнішньої торгівлі СРСР.
1985 року вийшов на пенсію. Помер 1 грудня 1989 року в Москві. Похований на Новодівочому цвинтарі.

## Нагороди
- Двічі Герой Соціалістичної Праці (1975, 1978)
- Одинадцять орденів Леніна (1939,  1943, 1944, 1945, 1958,  1966, 1968,  1973, 1975, 1978, 1982)
- Орден Жовтневої революції (1983)
- Орден Трудового Червоного прапора (1943)
- Почесний громадянин міста Челябінська (1978)

## Пам’ять
У місті Дзержинську Нижньогородської області встановлено пам'ятник Патолічеву.
На будинку, де він жив (вул. Спіридонівка, 18) встановлено меморіальну дошку.